# Albena Dimitrova
Albena Dimitrova (geboren 1969 in Sofia) ist eine bulgarische Autorin, die in Frankreich lebt und auf Französisch schreibt.     

## Leben
Albena Dimitrova emigrierte 1989 kurz vor dem Mauerfall nach Frankreich, ohne dass sie ein Wort Französisch beherrschte. Sie studierte Ökonomie und arbeitete über die Privatisierung in den ehemaligen Ostblockstaaten und die damit einhergehende Korruption. 
Seit 2006 arbeitet sie als Dramaturgin und Literatin. Von 2007 bis 2012 war sie Intendantin des „Festivals des Gegenwartstanzes Sofia“ (SDW). 
Ich schreibe auf Französisch Geschichten, die ich auf Bulgarisch erlebt habe. Meinen Akzent habe ich behalten.

## Werke (Auswahl)
- Nous dînerons en français : roman. Paris : Galaade éditions, 2015.
  - Wiedersehen in Paris : Roman. Aus dem Französischen von Nicola Denis. Berlin : Verlag Klaus Wagenbach, 2016, ISBN 978-3-8031-3277-2.
- Livingdance, Yang Wang. Fotoband. Biarritz : Séguier, 2010.
- Méditance : poésie. Biarritz : Atlantica, 2009.
- Goût bulgare : portraits de femmes en Bulgarie  : récit. Monaco : Éd. du Rocher,  2008.
- Übersetzungsarbeiten für den Europäischen Gerichtshof, 2006.